# Kołobrzeg
Kołobrzeg (kasjubisk: Kòlbrzég; tysk: Kolberg) er en polsk by i zachodniopomorskie voivodskab med 45.930 indbyggere (2021). Kołobrzeg ligger hvor floden Parsęta løber ud i Østersøen. Kołobrzeg har tidligere haft færgeforbindelse til Nexø på Bornholm, men ruten blev endegyldigt nedlagt i 2023. Byen er kendt som kurby.
Byen var tidligere en tysk by, men blev indlemmet i Polen i 1945. Den tyske befolkning blev deporteret til det nuværende Tyskland.[kilde mangler]